# Cetiosaurus medius
Cetiosaurus medius ("Reptil ballena mediano") es una especie dudosa del género Cetiosaurus de dinosaurio saurópodo cetiosáurido que vivió a mediados del período Jurásico , hace entre 171 a 164 millones de años, entre el Bajociense y el Bathoniense, en lo que es hoy Europa. 
Los primeros fósiles, vértebras y elementos de las extremidades, fueron descubiertos cerca de Chipping Norton a principios del siglo XIX y fueron informados por el coleccionista John Kingdon en una carta leída el 3 de junio de 1825 a la Sociedad Geológica. Fueron vistos como posiblemente pertenecientes a una ballena o cocodrilo. En 1841 , el biólogo , anatomista comparativo y paleontólogo Sir Richard Owen , los denominó como el género Cetiosaurus, el año antes de que acuñara el término Dinosauria. Owen inicialmente no reconoció a Cetiosaurus como un dinosaurio, pero lo consideró un gigantesco reptil que habitaba en el mar. Esto fue reflejado por el nombre, derivado del griego κήτειος,kèteios, "monstruo marino". En 1842 Owen nombró dos especies en el género: Cetiosaurus hypoolithicus y Cetiosaurus epioolithicus . Los nombres específicos reflejaban si los hallazgos se habían realizado debajo, hipo o arriba, epi de las llamadas capas oolíticas . La primera especie se basó en el material de Jhon Kingdon y el último en vértebras y metacarpianos encontrados en White Nab en Yorkshire. La publicación no contenía una descripción suficiente y las especies a menudo se consideran nomina nuda. El mismo año en una publicación posterior Owen nombró cuatro especies adicionales de Cetiosaurus, C. brevis, "el corto"; C. brachyurus, "el cola corta", C. medius, "el mediano", y C. longus, "el largo". Owen había abandonado los dos nombres anteriores, como lo demuestra el hecho de que sus fósiles fueron referidos a varias de las nuevas especies. Una vez más, estos se basaron principalmente en material dispar, a partir de sitios geográficamente muy separados. Como se hizo evidente en 1849, algunos de estos huesos no eran saurópodos sino de Iguanodontidae.
En principio, para cada género se debe indicar una especie tipo para que sirva como su tipo en una definición ostensiva . Tradicionalmente, C. medius se había considerado la especie tipo de Cetiosaurus. En 1888, Richard Lydekker había asignado formalmente C. oxoniensis como especie tipo, pero según las reglas modernas de ICZN, una de las especies nombradas por el autor original, en este caso Owen, debe ser seleccionada. En 2003, Paul Upchurch y John Martin determinaron que C. "hypoolithicus" y C. "epioolithicus" no podían usarse porque eran nomina nuda. De las cuatro especies nombradas en el segundo artículo de Owen de 1842, C. brevis, C. brachyurus, C. longus y C. medius, solo C. brevis no sería un nomen dubium . Esto lo interpretaron como implicando que C. brevis era la especie tipo. Esta conclusión, de ser correcta, causaría considerable inestabilidad taxonómica, ya que el género Pelorosaurus se había basado desde entonces en sus fósiles y se reconoció como un tipo de saurópodo totalmente diferente. Por lo tanto, Upchurch y Martin sugirieron solicitar a la ICZN que cambie la especie tipo a C. oxoniensis, la especie más conocida del Jurásico medio, en el cual el género Cetiosaurus generalmente había sido identificado.
Sin embargo, en 2009, cuando su solicitud fue presentada oficialmente, Upchurch y Martin cambiaron su posición. Reconocieron que ser designado un nomen dubium no impide que una especie se haya convertido en el tipo de un género. Además, habían identificado un pasaje en el artículo de 1842 en el que Owen mismo había asignado a C. medius como especie tipo : "se trata principalmente de estos huesos,es decir, los de C. medius , con otros descubiertos posteriormente y en la colección del Sr. Kingdon, que los personajes del Cetiosaurus se determinaron por primera vez ". Sin embargo, todavía abogaban por un cambio en el tipo porque C. medius solo se conoce por material no diagnóstico. Este sintipo consta de once vértebras de cola separadas, desde OUMNH J13693 a OUMNH 13703, algunas costillas sacras con un hueso de pie, metatarsiano , OUMNH J13704-13712, un hueso de mano, metacarpiano , OUMNH J13748 y una uña, OUMNH J13721, probablemente de diferentes sitios fósiles y diferentes individuos. La ICZN aceptó la propuesta de cambiar la especie tipo en 2014, Opinión 2331, convirtiendo oficialmente C. oxoniensis en una especie tipo en lugar de la C. medius original. Al hacer que C. oxoniensis sea la especie tipo de Cetiosaurus, se aseguró el nombre Cetiosaurus para el animal con el que se ha asociado tradicionalmente.